# 센강
센강(프랑스어: la Seine, 문화어: 쌘느강)은 프랑스 중북부를 흐르는 길이 776km의 강이다. 부르고뉴프랑슈콩테 레지옹 코트도르주 디종 근처 랑그레 고지에서 발원하여 그랑테스트 레지옹 오브주 트루아, 일드프랑스 파리, 노르망디 레지옹 센마리팀주 루앙, 르아브르를 거쳐 영불 해협으로 빠져나간다.
철도가 건설되기 전에는 중요한 내륙 수로로서 역할을 담당했다. 수역은 79,000km²에 달하며, 프랑스 인구 30%가 센강변 유역을 따라 거주하고 있다.

## 지리

### 명칭
고대 로마 시절에는 다양한 이름으로 불렸으며 기원전 1세기 카이사르 치세에는 '세쿠아나' (Sequana), 1세기 스트라본의 기록에서는 '세쿠아노스' (Sēkouanós), 2세기 프톨레마이오스는 '세코아나스' (Sēkoánas)로 표기하였다. 558년경의 문헌에서는 '세쿠아나' (Sequana)로, 6세기 그레고리우스 투로넨시스는 '세고나' (Segona) 내지는 '시고나' (Sigona)로 적었으며, 13세기에도 '세카나' (Secana)라는 표기로 알려져 있었다. 중세 바이킹들은 아이슬란드어로 '시그나' (Signa)라고 불렀는데 여성의 이름으로 쓰이는 단어다.
세쿠아나라는 명칭의 어원에 대해서는 알 수 없다는 것이 학계의 정론이며 일각에서는 켈트어의 현지이름을 오기 (誤記)하였다는 설이 있다. 반대로 세카나의 'ㅋ' [kʷ] 발음이 당대 갈리아어나 브르타뉴어 등 켈트어에는 존재하지 않았다는 이유에서 켈트어 이전의 명칭이라는 설도 제기되며, 오히려 'ㅍ' [p] 발음이었던 것이 바뀌었다는 주장도 존재한다.
어원이 어떻든 '세쿠아나' (Sequana)라는 라틴어 표기를 놓고 갈리아어의 '*se-ku-ana'로 나누어 볼 수 있다는 점은 확실한데 이는 '아나' (-ana)라는 접미사가 의성어나 지역의 명칭으로 흔히 쓰였기 때문이다. 18세기 출간된 엔틀리허 용어집 (De nominibus Gallicis)에서는 대격으로 분류되어 있으며 라틴어로는 '팔루뎀' (paludem, 습지를 뜻하는 palus의 단수형 대격)으로 번역된다고 밝히고 있다.

### 수로

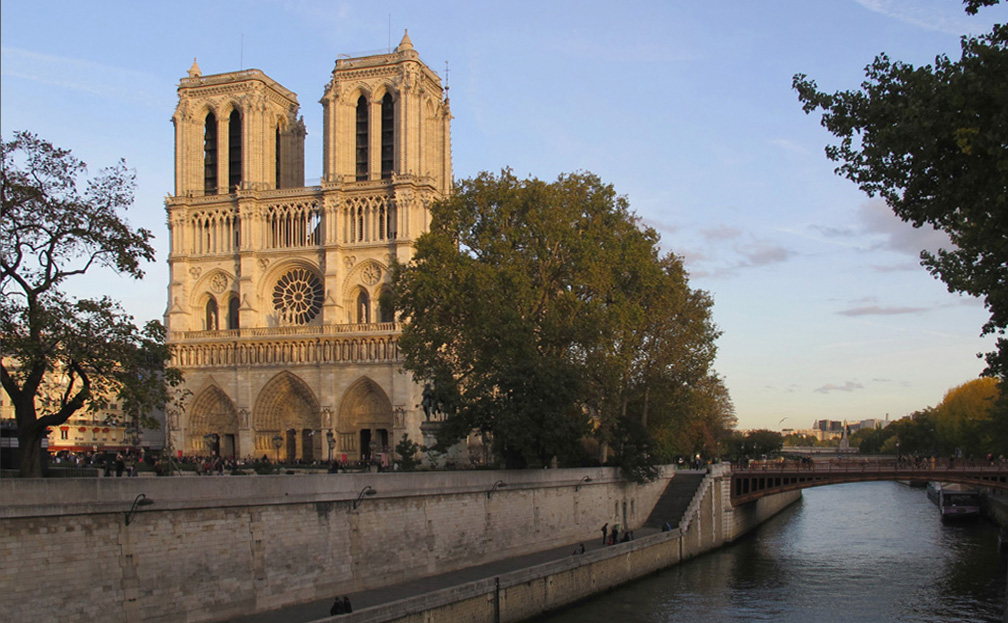
파리 시내 센강 구간의 노트르담 대성당

센 강은 상류에서 하류까지 크게 다섯 구간으로 나눌 수 있다. 우선 수원지 몽트로포욘에서 시작되는 작은 하천을 프티센강 (la Petite Seine)이라 한다. 이어 퐁트로포욘에서 파리까지의 구간을 센강 상류 (Haute Seine)로 본다. 파리 시 통과 구간 (Seine parisienne)을 거쳐, 루앙까지의 구간을 센강 하류 (Basse Seine)로 보며, 루앙에서 망슈까지의 구간은 센마리팀강 (Seine maritime)이라 하여 바다와 맞닿는 하구 구간에 해당된다.
파리가 있는 일드프랑스와 하구에 해당되는 노르망디 지역은 센강이 형성한 얕은 계곡 지형으로 인해 수많은 사행천이 형성되어 있으며 그 가운데 일부는 수십 km에 이르는 것도 존재한다. 비슷한 이유로 조수간만의 차가 노르망디의 하구에서 외르주의 포즈댐에 이르기까지 약 100km 거리에 걸쳐 영향을 끼치고 있으며, 노르망디에서는 만조 시 들어오는 밀물로 수위가 급격히 늘어나며 사주가 형성되기도 한다.